# رایفنسبرگ
رایفنسبرگ (به آلمانی: Riefensberg) یک منطقهٔ مسکونی در اتریش است که در ناحیه برگنتس واقع شده‌است. رایفنسبرگ ۱۴٫۸۵ کیلومتر مربع مساحت دارد ۷۸۱ متر بالاتر از سطح دریا واقع شده‌است.